# Campionato asiatico per club 2013 (femminile)
Il campionato asiatico per club 2013 si è svolto dal 29 aprile al 5 maggio 2013 a Buôn Ma Thuột, in Vietnam: al torneo hanno partecipato otto squadre di club asiatiche ed oceaniane e la vittoria finale è andata per la prima volta al Guangdong Hengda Nuzi Paiqiu Julebu.

## Regolamento
Le squadre hanno disputato una prima fase a gironi con formula del girone all'italiana: al termine della prima fase, in base alla classifica ottenuta dai due gironi, hanno acceduto alla fase finale per il primo posto, strutturata in quarti di finale, semifinale, finale per il terzo posto e finale; le squadre sconfitte ai quarti di finale della fase finale per il primo posto hanno acceduto alla fase finale per il quinto posto, strutturata in semifinali, finale per il settimo posto e finale per il quinto posto.

## Squadre partecipanti
- Žetysu
- PFU BlueCats
- Bo Tong Gang
- Guangdong Hengda
- Giti Pasand
- Idea Khonkaen
- Taipei cinese
- Thông Post Bank

## Torneo

### Fase a gironi
| Girone A        | Girone B         |
| --------------- | ---------------- |
| Žetysu          | PFU BlueCats     |
| Idea Khonkaen   | Bo Tong Gang     |
| Thông Post Bank | Guangdong Hengda |
| Taipei cinese   | Giti Pasand      |

#### Girone A

##### Risultati
| 29 aprile 2013 Daklak Gym, Buôn Ma Thuột Durata: 1h:40 - Spettatori: 500   | Žetysu          | 3 - 1 | Taipei cinese   | 25-13, 25-18, 17-25, 25-23        |
| 29 aprile 2013 Daklak Gym, Buôn Ma Thuột Durata: 2h:07 - Spettatori: 2 200 | Thông Post Bank | 3 - 2 | Idea Khonkaen   | 25-16, 20-25, 28-30, 25-23, 17-15 |
| 30 aprile 2013 Daklak Gym, Buôn Ma Thuột Durata: 1h:46 - Spettatori: 750   | Idea Khonkaen   | 1 - 3 | Taipei cinese   | 18-25, 18-25, 25-17, 20-25        |
| 30 aprile 2013 Daklak Gym, Buôn Ma Thuột Durata: 2h:01 - Spettatori: 1 900 | Thông Post Bank | 2 - 3 | Žetysu          | 25-27, 25-23, 25-23, 16-25, 10-15 |
| 1º maggio 2013 Daklak Gym, Buôn Ma Thuột Durata: 1h:04 - Spettatori: 310   | Žetysu          | 3 - 0 | Idea Khonkaen   | 25-20, 25-18, 25-22               |
| 1º maggio 2013 Daklak Gym, Buôn Ma Thuột Durata: 2h:12 - Spettatori: 1 500 | Taipei cinese   | 2 - 3 | Thông Post Bank | 15-25, 25-21, 26-24, 25-27, 13-15 |

##### Classifica
| Pos | Squadra         | Pt | G | V | P | SV | SP | Ratio | PF  | PS  | Ratio |
| --- | --------------- | -- | - | - | - | -- | -- | ----- | --- | --- | ----- |
| 1   | Žetysu          | 8  | 3 | 3 | 0 | 9  | 3  | 3.000 | 280 | 240 | 1.166 |
| 2   | Thông Post Bank | 5  | 3 | 2 | 1 | 8  | 7  | 1.142 | 328 | 326 | 1.006 |
| 3   | Taipei cinese   | 4  | 3 | 1 | 2 | 6  | 7  | 0.857 | 275 | 285 | 0.964 |
| 4   | Idea Khonkaen   | 1  | 3 | 0 | 3 | 3  | 9  | 0.333 | 250 | 282 | 0.886 |

#### Girone B

##### Risultati
| 29 aprile 2013 Daklak Gym, Buôn Ma Thuột Durata: 1h:04 - Spettatori: 200   | Guangdong Hengda | 3 - 0 | Giti Pasand      | 25-5, 25-14, 25-17  |
| 29 aprile 2013 Daklak Gym, Buôn Ma Thuột Durata: 1h:10 - Spettatori: 900   | PFU BlueCats     | 3 - 0 | Bo Tong Gang     | 25-16, 25-13, 25-17 |
| 30 aprile 2013 Daklak Gym, Buôn Ma Thuột Durata: 1h:15 - Spettatori: 1 000 | Giti Pasand      | 0 - 3 | Bo Tong Gang     | 17-25, 16-25, 18-25 |
| 30 aprile 2013 Daklak Gym, Buôn Ma Thuột Durata: 1h:05 - Spettatori: 450   | Guangdong Hengda | 3 - 0 | PFU BlueCats     | 25-12, 25-18, 25-13 |
| 1º maggio 2013 Daklak Gym, Buôn Ma Thuột Durata: 1h:05 - Spettatori: 800   | PFU BlueCats     | 3 - 0 | Giti Pasand      | 25-19, 25-12, 25-8  |
| 1º maggio 2013 Daklak Gym, Buôn Ma Thuột Durata: 1h:07 - Spettatori: 440   | Bo Tong Gang     | 0 - 3 | Guangdong Hengda | 16-25, 20-25, 18-25 |

##### Classifica
| Pos | Squadra          | Pt | G | V | P | SV | SP | Ratio | PF  | PS  | Ratio |
| --- | ---------------- | -- | - | - | - | -- | -- | ----- | --- | --- | ----- |
| 1   | Guangdong Hengda | 9  | 3 | 3 | 0 | 9  | 0  | MAX   | 225 | 133 | 1.691 |
| 2   | PFU BlueCats     | 6  | 3 | 2 | 1 | 6  | 3  | 2.000 | 193 | 160 | 1.206 |
| 3   | Bo Tong Gang     | 3  | 3 | 1 | 2 | 3  | 6  | 0.500 | 175 | 201 | 0.870 |
| 4   | Giti Pasand      | 0  | 3 | 0 | 3 | 0  | 9  | 0.000 | 126 | 225 | 0.560 |

### Fase finale

#### Finale 1º e 3º posto
|  | Quarti           | Quarti       |                  |              | Semifinali         | Semifinali         |  |  | Finale 1º/2º posto | Finale 1º/2º posto |
|  |                  |              |                  |              |                    |                    |  |  |                    |                    |
|  |                  |              |                  |              |                    |                    |  |  |                    |                    |
|  |                  |              |                  |              |                    |                    |  |  |                    |                    |
|  | Guangdong Hengda | 3            |                  |              |                    |                    |  |  |                    |                    |
|  | Guangdong Hengda | 3            |                  |              |                    |                    |  |  |                    |                    |
|  | Idea Khonkaen    | 0            |                  |              |                    |                    |  |  |                    |                    |
|  | Idea Khonkaen    | 0            | Guangdong Hengda | 3            |                    |                    |  |  |                    |                    |
|  |                  |              | Guangdong Hengda | 3            |                    |                    |  |  |                    |                    |
|  |                  | Bo Tong Gang | 0                |              |                    |                    |  |  |                    |                    |
|  | Thông Post Bank  | Bo Tong Gang | 0                | 2            |                    |                    |  |  |                    |                    |
|  | Thông Post Bank  |              |                  | 2            |                    |                    |  |  |                    |                    |
|  | Bo Tong Gang     | 3            |                  |              |                    |                    |  |  |                    |                    |
|  | Bo Tong Gang     | 3            | Guangdong Hengda | 3            |                    |                    |  |  |                    |                    |
|  |                  |              | Guangdong Hengda | 3            |                    |                    |  |  |                    |                    |
|  |                  | Žetysu       | 1                |              |                    |                    |  |  |                    |                    |
|  | Žetysu           | Žetysu       | 1                | 3            |                    |                    |  |  |                    |                    |
|  | Žetysu           |              |                  | 3            |                    |                    |  |  |                    |                    |
|  | Giti Pasand      | 0            |                  |              |                    |                    |  |  |                    |                    |
|  | Giti Pasand      | 0            | Žetysu           | 3            | Finale 3º/4º posto | Finale 3º/4º posto |  |  |                    |                    |
|  |                  |              | Žetysu           | 3            | Finale 3º/4º posto | Finale 3º/4º posto |  |  |                    |                    |
|  |                  | PFU BlueCats | 2                |              |                    |                    |  |  |                    |                    |
|  | PFU BlueCats     | PFU BlueCats | 2                | 3            | Bo Tong Gang       | 0                  |  |  |                    |                    |
|  | PFU BlueCats     |              |                  | 3            | Bo Tong Gang       | 0                  |  |  |                    |                    |
|  | Taipei cinese    | 0            |                  | PFU BlueCats | 3                  |                    |  |  |                    |                    |
|  | Taipei cinese    | 0            |                  |              | 3                  |                    |  |  |                    |                    |
|  |                  |              |                  |              |                    |                    |  |  |                    |                    |
|  |                  |              |                  |              |                    |                    |  |  |                    |                    |

##### Quarti di finale
| 3 maggio 2013 Daklak Gym, Buôn Ma Thuột Durata: 1h:06 - Spettatori: 500   | Guangdong Hengda | 3 - 0 | Idea Khonkaen | 25-12, 25-15, 25-14              |
| 3 maggio 2013 Daklak Gym, Buôn Ma Thuột Durata: 2h:06 - Spettatori: 1 900 | Thông Post Bank  | 2 - 3 | Bo Tong Gang  | 21-25, 12-25, 26-24, 25-20, 8-15 |
| 3 maggio 2013 Daklak Gym, Buôn Ma Thuột Durata: 1h:02 - Spettatori: 300   | Žetysu           | 3 - 0 | Giti Pasand   | 25-7, 25-14, 25-9                |
| 3 maggio 2013 Daklak Gym, Buôn Ma Thuột Durata: 1h:12 - Spettatori: 1 400 | PFU BlueCats     | 3 - 0 | Taipei cinese | 25-18, 25-17, 25-16              |

##### Semifinali
| 4 maggio 2013 Daklak Gym, Buôn Ma Thuột Durata: 1h:07 - Spettatori: 1 000 | Guangdong Hengda | 3 - 0 | Bo Tong Gang | 25-20, 25-16, 25-14               |
| 4 maggio 2013 Daklak Gym, Buôn Ma Thuột Durata: 1h:55 - Spettatori: 700   | Žetysu           | 3 - 2 | PFU BlueCats | 21-25, 25-19, 22-25, 25-16, 15-11 |

##### Finale 3º posto
| 5 maggio 2013 Daklak Gym, Buôn Ma Thuột Durata: 1h:18 - Spettatori: 1 900 | Bo Tong Gang | 0 - 3 | PFU BlueCats | 17-25, 22-25, 22-25 |

##### Finale
| 5 maggio 2013 Daklak Gym, Buôn Ma Thuột Durata: 1h:38 - Spettatori: 1 900 | Guangdong Hengda | 3 - 1 | Žetysu | 25-18, 25-17, 23-25, 25-16 |

#### Finale 5º e 7º posto
|  | Semifinali      | Semifinali      | Semifinali    |               |                 | Finale 5º/6º posto | Finale 5º/6º posto | Finale 5º/6º posto |  |
|  |                 |                 |               |               |                 |                    |                    |                    |  |
|  | Idea Khonkaen   | Idea Khonkaen   | 2             |               |                 |                    |                    |                    |  |
|  | Idea Khonkaen   | Idea Khonkaen   | 2             |               |                 |                    |                    |                    |  |
|  | Thông Post Bank | Thông Post Bank | 3             |               |                 |                    |                    |                    |  |
|  | Thông Post Bank | Thông Post Bank | 3             |               | Thông Post Bank | Thông Post Bank    | 3                  |                    |  |
|  |                 |                 |               |               | Thông Post Bank | Thông Post Bank    | 3                  |                    |  |
|  |                 |                 | Taipei cinese | Taipei cinese | 0               |                    |                    |                    |  |
|  | Giti Pasand     | Giti Pasand     | Taipei cinese | Taipei cinese | 0               | 0                  |                    |                    |  |
|  | Giti Pasand     | Giti Pasand     |               |               |                 | 0                  |                    |                    |  |
|  | Taipei cinese   | Taipei cinese   | 3             |               |                 | Finale 7º/8º posto | Finale 7º/8º posto | Finale 7º/8º posto |  |
|  | Taipei cinese   | Taipei cinese   | 3             |               |                 |                    |                    |                    |  |
|  |                 |                 |               |               |                 |                    |                    |                    |  |
|  |                 |                 |               |               |                 | Idea Khonkaen      | Idea Khonkaen      | 3                  |  |
|  |                 |                 |               |               |                 | Idea Khonkaen      | Idea Khonkaen      | 3                  |  |
|  |                 |                 |               |               |                 | Giti Pasand        | Giti Pasand        | 0                  |  |

##### Semifinali
| 4 maggio 2013 Daklak Gym, Buôn Ma Thuột Durata: 1h:54 - Spettatori: 820 | Idea Khonkaen | 2 - 3 | Thông Post Bank | 9-25, 25-22, 25-17, 16-25, 16-18 |
| 4 maggio 2013 Daklak Gym, Buôn Ma Thuột Durata: 1h:15 - Spettatori: 400 | Giti Pasand   | 0 - 3 | Taipei cinese   | 13-25, 23-25, 17-25              |

##### Finale 7º posto
| 5 maggio 2013 Daklak Gym, Buôn Ma Thuột Durata: 1h:25 - Spettatori: 200 | Idea Khonkaen | 3 - 0 | Giti Pasand | 25-22, 25-22, 26-24 |

##### Finale 5º posto
| 5 maggio 2013 Daklak Gym, Buôn Ma Thuột Durata: 1h:16 - Spettatori: 1 800 | Thông Post Bank | 3 - 0 | Taipei cinese | 25-17, 25-22, 25-19 |

## Classifica finale
| Pos | Squadre          | Qualificazione                |
| --- | ---------------- | ----------------------------- |
|     | Guangdong Hengda | Coppa del Mondo per club 2013 |
|     | Žetysu           |                               |
|     | PFU BlueCats     |                               |
| 4   | Bo Tong Gang     |                               |
| 5   | Thông Post Bank  |                               |
| 6   | Taipei cinese    |                               |
| 7   | Idea Khonkaen    |                               |
| 8   | Giti Pasand      |                               |

## Premi individuali
| Premio                 | Nome              | Squadra          |
| ---------------------- | ----------------- | ---------------- |
| MVP                    | Xu Yunli          | Guangdong Hengda |
| Miglior realizzatrice  | Jin-Sim Jong      | Bo Tong Gang     |
| Miglior attaccante     | Yuan Zhou         | Guangdong Hengda |
| Miglior muro           | Yunli Xu          | Guangdong Hengda |
| Miglior servizio       | Yuan Zhou         | Guangdong Hengda |
| Miglior palleggiatrice | Korina Ishimtseva | Žetysu           |
| Miglior libero         | Zhang Xian        | Guangdong Hengda |